# Prix Cyberliberté
Le prix Cyberliberté (en anglais Cyber-Freedom Prize) est une récompense Reporters sans frontières-globnet attribué chaque année à un cyberdissident…
«  qui, par son activité professionnelle ou ses prises de position, a su témoigner de son attachement à la liberté de circulation de l'information sur le réseau. »
Il fait partie des prix Reporters sans frontières-Fondation de France.

## Lauréats
- 2003 Zouhair Yahyaoui ( Tunisie)[1]
- 2004 Huang Qi ( Chine)[2]
- 2005 Massoud Hamid ( Syrie)[3]
- 2006 Guillermo Fariñas ( Cuba)[4]
- 2007 Kareem Amer ( Égypte)[5]